# Myrta Merlino
Pour les articles homonymes, voir Merlino (homonymie).
Myrta Merlino, née le 3 mai 1969 à Naples, est une journaliste et présentatrice italienne de télévision spécialisée dans le domaine de l'économie.

## Biographie
Elle commence sa carrière en travaillant pour le journal Il Mattino, puis rejoint l'émission Mixer (it) de Giovanni Minoli (it) sur la Rai 2. Elle présente ensuite Italie Maastricht, le premier talk-show économique de la Rai, ainsi qu'une émission sur l'économie sur Rai Radio 2 intitulée Alle otto della sera (trad : À huit heures du soir).
De 2006 à 2009, elle dirige Economix, un programme de la Rai Educational (it) diffusé sur la Rai 3 et Rai Storia, avant de présenter à partir de 2011 l'émission Domino Effect sur la LA7.
Dans une vidéo postée sur YouTube le 31 mai 2013, Myrta Merlino accuse Dominique Strauss-Kahn d'avoir voulu abuser d'elle à la fin des années 1990 au forum de Davos, alors qu'il était ministre de l'Économie,.
En avril 2021, dans le cadre des accusations de viol contre son fils Ciro, Beppe Grillo publie une vidéo où il défend son fils et accable la victime présumée car elle n'a porté plainte que huit jours après les faits présumés. Myrta Merlino, depuis son émission sur la chaîne LA7, déclare à propos de la vidéo de Grillo : « On peut tout pardonner à un père à l'évidence désespéré. Mais cette phrase sur la jeune femme qui n'a pas dénoncé tout de suite et donc est consentante, est réellement inacceptable. Je le dis très clairement, c'est une phrase chargée de clichés, qui balaie en dix secondes des décennies de combats sur le respect des femmes. Elle confond pour la énième fois victimes présumées et coupables présumés. Et donc cher Beppe, aujourd'hui c'est mon tour de te dire vaffa (« va au diable » en italien), en tant que femme et en tant que mère. »